# Tim (piłkarz)
Elba de Pádua Lima (Tim, ur. 20 lutego 1915 w Rifaina, zm. 7 lipca 1984 w Rio de Janeiro) – brazylijski piłkarz, napastnik i trener piłkarski. Brązowy medalista MŚ 1938.
Karierę zaczynał w Botafogo Ribeirão Preto – w pierwszym zespole debiutował w 1931. Grał także w Portuguesa Santista Santos, zanim w 1936 przeniósł się do Rio de Janeiro i został piłkarzem Fluminense FC. Grał w tym klubie do 1944, później był graczem São Paulo FC, Botafogo de Futebol e Regatas i Olaria Rio de Janeiro.
W reprezentacji Brazylii grał w latach 1936–1944. Podczas MŚ 1938 wystąpił w jednym spotkaniu, ćwierćfinale z Czechosłowacją. Brał udział w dwóch edycjach Copa América (1937, 1942). Po zakończeniu kariery piłkarskiej został trenerem. Pracował w szeregu klubów brazylijskich. Podczas MŚ 1982 był selekcjonerem reprezentacji Peru.